# Josef Hickersberger
Josef Hickersberger (Amstetten, 27 april 1948) is een Oostenrijks oud-voetballer, die als middenvelder heeft gespeeld en na zijn actieve loopbaan het trainersvak instapte. Zijn zoon Thomas (1973) speelde later ook betaald voetbal.
Hickersberger was tweemaal bondscoach van het nationale elftal van Oostenrijk. Hij stopte in 1982 als voetballer. Hickersberger speelde van 1968 tot en met 1978 ook voor de nationale ploeg. Hij kwam tot 39 interlands en vijf doelpunten gedurende die periode.